# Lajos Domokos
Lajos Domokos (Trieste, 1877 – Riva del Garda, 4 marzo 1903) è stato un giornalista e politico austro-ungarico socialista.

## Biografia
Nato nella Trieste austro-ungarica da padre ungherese e madre triestina. Il padre fu un ufficiale dell'esercito austro-ungarico. Già molto giovane aderì alle idee socialiste fino a diventare uno degli esponenti di spicco dell'austromarxismo triestino. Fu membro del Partito Socialista austriaco. Nel 1897 venne eletto, quale rappresentante triestino, nel segretariato del Partito Socialista del Litorale e della Dalmazia.
A fianco all'attività politica, Lajos Domokos svolse anche quella di giornalista: nel 1898 divenne redattore capo del giornale socialista triestino Il Lavoratore. Successivamente, nel 1899, si occupò della pubblicazione dell'Almanacco del lavoratore pubblicata dalla Sezione italiana del Partito socialista in Austria. Agli inizi del 1900, anche a causa della sua salute cagionevole, accettò l'invito di Cesare Battisti ad entrare nella redazione de Il Popolo giornale socialista fondato proprio in quell'anno. Sempre per Il Popolo lavorò come corrispondente da Vienna. Nel 1901 gli venne affidata la direzione de Il Proletario, quotidiano di Pola. 
Sempre nel 1901 partecipò al III Congresso della sezione italiana adriatica del partito Operaio Socialista. Per via della sua attività politica finì più volte in prigione e questo fu uno dei fattori che ne compromise il suo già precario stato di salute. Nel 1902, in seguito allo sciopero generale di febbraio a Trieste pubblicò il volume Trieste. I fatti di febbraio. La politica nazionale e il partito socialista.
Nell'autunno del 1902, tornò in Trentino per provare, senza successo, a curarsi dalla tubercolosi che da tempo lo affliggeva. Morirà a Riva del Garda nel 1903.

## Opere
- Lajos Domokos, La politica e i partiti in Austria, Trento, Soc. Tip. editrice Trentina, 1900.
- Lajos Domokos, Trieste. I fatti di febbraio e il Partito Socialista, Roma, Luigi Mongini, 1902.